# Io amo
Io amo – minialbum (Qdisc) Mariny Arcangeli z roku 1983 zawierający m.in. tytułowy singel. Podobnie jak płyta Via, ten album został wyprodukowany przez Slot Machine i Marco Lubertiego, i nagrany w studiu Mamouth w Rzymie. 

## Lista utworów
1. „Io amo” (Luberti/Lopez)
2. „Tradimento” (Luberti/Lopez)
3. „Aneroide” (Luberti/Lopez)
4. „Per fare l'amore” (Luberti/Minghi)